# バート・ベルツィヒ

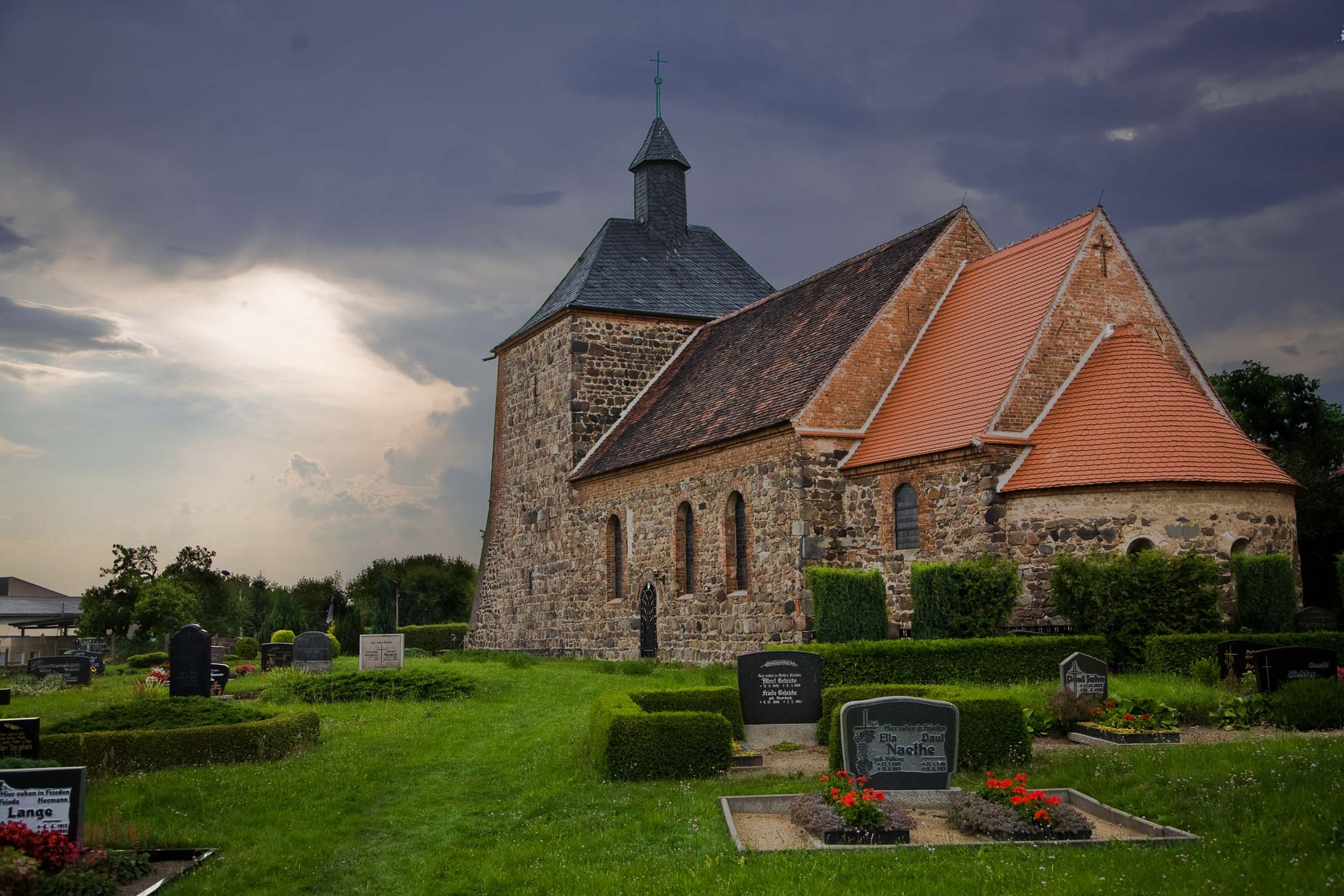
ベルクホルツの村落教会

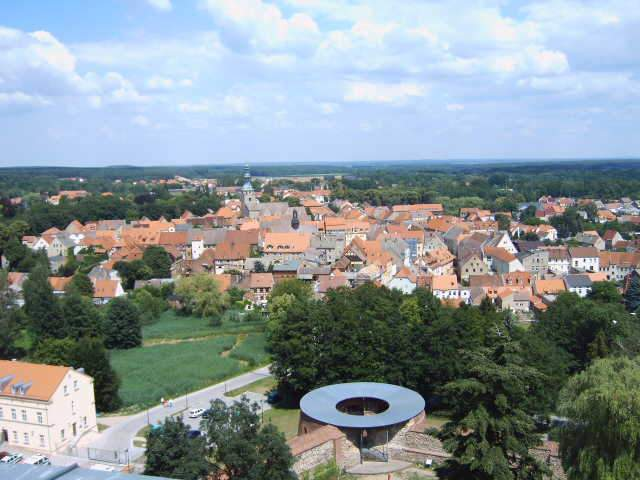
バート・ベルツィヒの眺望

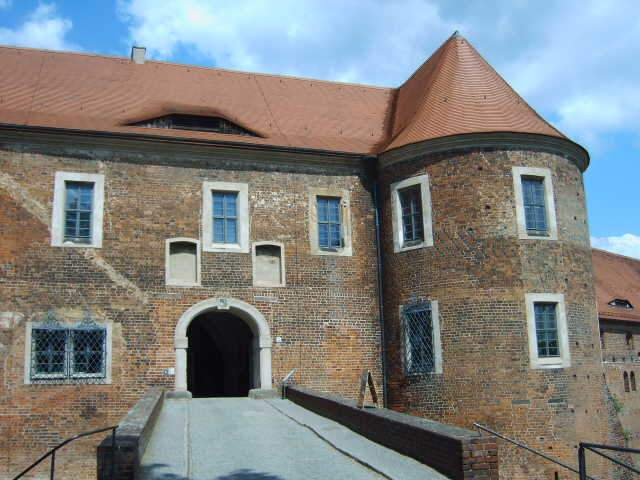
アイゼンハルト城塞の門楼

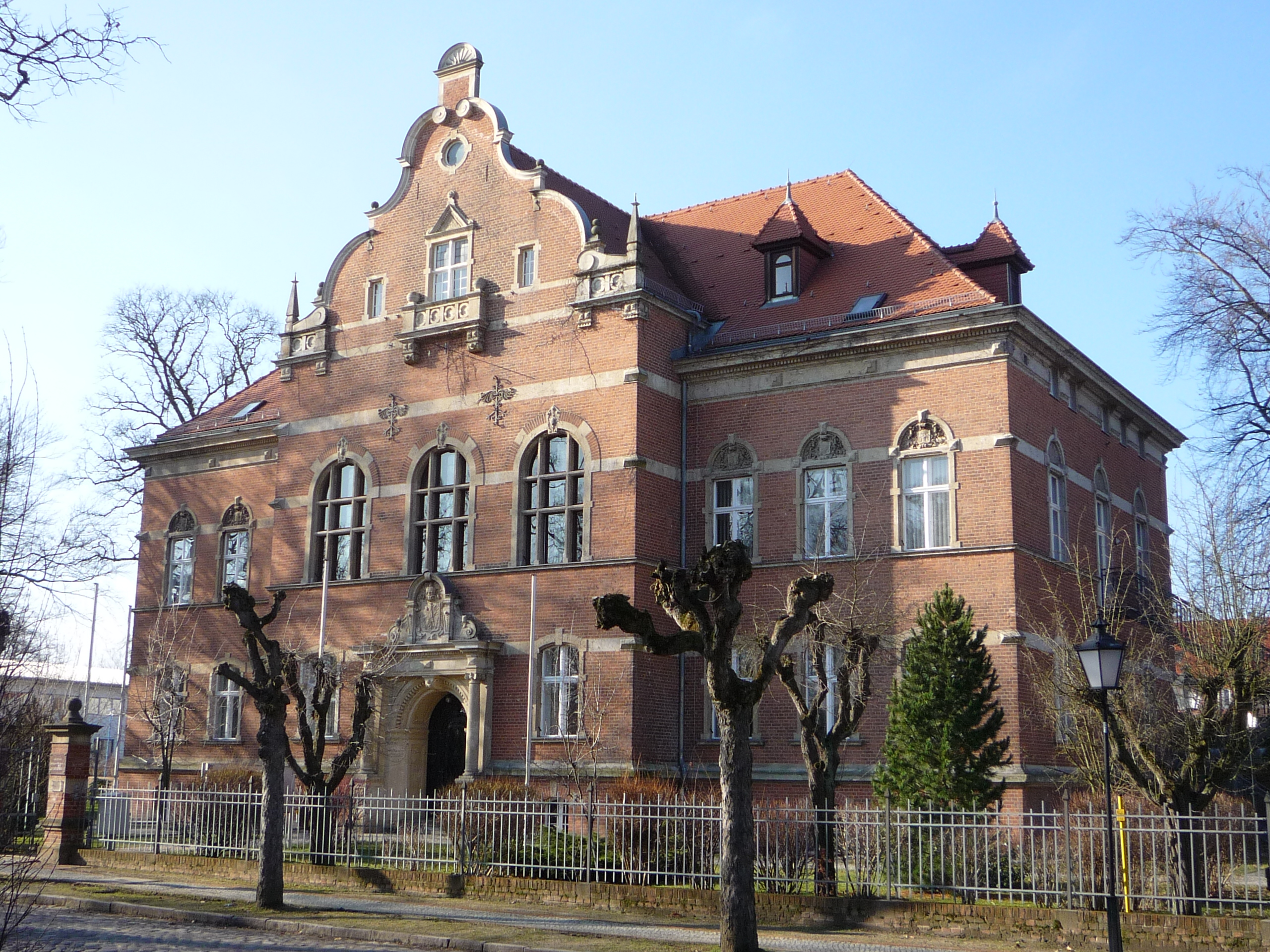
歴史ある郡庁舎

バート・ベルツィヒ（Bad Belzig, 2010年まではベルツィヒ (Belzig)）は、ドイツのブランデンブルク州ポツダム＝ミッテルマルク郡の郡庁所在都市である。人口は約11,000人。バート・ベルツィヒはブランデンブルク州の「歴史的な中心部のある都市」作業部会を構成している。2009年12月5日から認可を受け、国家認定の塩化物泉温泉保養地 (Thermal-Soleheilbad) と称している。2010年3月1日、都市名はベルツィヒからバート・ベルツィヒに公式に変更された。都市の領域は1992年から2003年まで存在したアムト・ベルツィヒと同じである。

## 地理
高地フレーミング自然公園内に位置し、北ドイツ低地で最も高い山の一つであるハーゲルベルク山（200メートル）がある。ベルツィヒ/フレーダースドルフ小川 (Belziger/Fredersdorfer Bach) に沿って3キロメートルほど下ったところにあるフレーダースドルフ地区でベルツィヒ自然景観草原 が始まり、バールート原流谷の平坦で、植生に乏しい低地の景観となっている。約7,600ヘクタールにものぼる非居住地域は高地フレーミング自然公園の一部であり、2005年7月1日から約4,500ヘクタールの区域とともにドイツの自然保護区に指定されている。またノガンに残されたドイツで数少ない避難所の一つである。
バート・ベルツィヒの北部、フェアローレンヴァッサー付近は、かつて東ドイツの地理上の中心地であった。

### 気候
年間降水量は607ミリメートルである。最も雨の少ない月は10月で、降水量は6月が最大である。6月は、10月に比べ1.6倍以上の降水量がある。降水量の変化はわずかで、年間を通じてほぼ一定である。季節変動を記録したのは全観測地点の内わずか4％であり、変動幅も小さい。

### 近隣都市
バート・ベルツィヒに隣接する自治体は、ゴルツォウ (ミッテルマルク)、プラーネブルッフ、ブリュック、プラーネタール、ラーベンシュタイン/フレーミング、ヴィーゼンブルク/マルク、ゲルツケ、グレーベン、ヴォリーンである。

### 行政区
（主要）市街地であるバート・ベルツィヒはヴァイツグルント区域に加え、以下の14地区から成り立っている 。
- ベルクホルツ（ドイツ語版）
- ボルネ（ドイツ語版）
- ディップマンスドルフ（ドイツ語版）
- フレーダースドルフ（ドイツ語版）
- グロース・ブリーゼン（ドイツ語版）（クライン・ブリーゼン（ドイツ語版）区域を含む）
- ハーゲルベルク（ドイツ語版）（クライン・グリーン（ドイツ語版）区域を含む）
- クーロヴィッツ（ドイツ語版）（プロイスニッツ（ドイツ語版）区域を含む）
- リューブニッツ（ドイツ語版）
- リュッセ（ドイツ語版）
- リュッテ（ドイツ語版）
- ネシュホルツ（ドイツ語版）
- ラゲーゼン（ドイツ語版）
- シュヴァーネベック（ドイツ語版）
- ヴェルビヒ（ドイツ語版）（エーゲリンデ（ドイツ語版）区域、ホーエンシュプリンゲ（ドイツ語版）区域、フェアローレンヴァッサー（ドイツ語版）区域を含む。）

バート・ベルツィヒの主要市街地は4つの地区からなっている。
- 旧市街 (Altstadt)
- クーアパルクジードルング（Kurparksiedlung , 保養公園住宅団地）
- クリンケングルント (Klinkengrund)
- ゼードッヘ商業地区 (Gewerbegebiet Seedoche)

加えて以下の住宅地がある。ブレンベルク (Bullenberg)、フォルストハウス・ローテバッハ (Forsthaus Rothebach)、グリューツドルフ (Grützdorf)、クレーゼンミューレ/オーバーミューレ (Kleesenmühle/Obermühle)、ノイエ・ミューレ (Neue Mühle)、エルシュレーガース・ミューレ (Ölschlägers Mühle)、レーダーホーフ (Röderhof)、シュプリングバッハミューレ (Springbachmühle)、ヴァルトジードルング (Waldsiedlung, 森林住宅団地)、ヴェントドッヘ (Wenddoche)、ヴュールミューレ (Wühlmühle)。

## 歴史

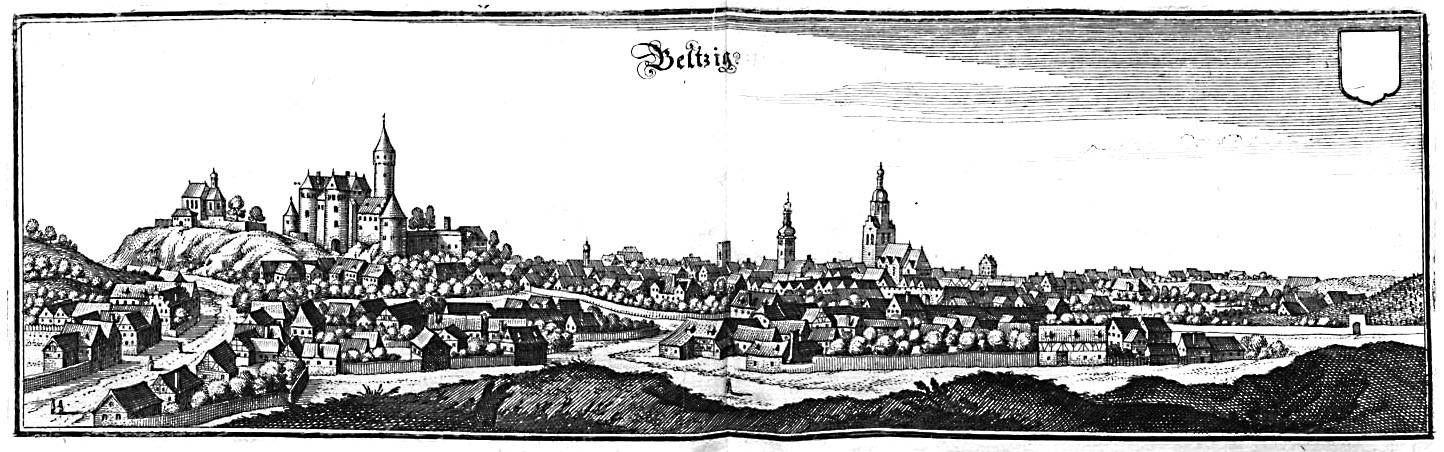
1650年頃のベルツィヒ

ベルツィヒが最初に記録されたのは997年のことである。ベルツィヒを支配したバーデリヒ伯爵 (Graf Baderich) の死後（1251年ごろ）、この伯爵領はザクセン公国の一部となった。 1406年にはマクデブルクの司教らがベルツィヒの地を略奪し、街や城塞が一部、破壊された。その後、街は部分的に拡張され、城塞は再建された。1423年から1815年までベルツィヒはザクセン選帝侯国の選帝侯郡にあり、アムト・ベルツィヒ・ラーベンシュタインに属していた。マルティン・ルターはマリア教会で1530年に説教を行った。その際にルターが植えたとされる菩提樹、ルターの菩提樹は、かつてゲルトラウト墓地 (Gertraudenfriedhof) の壁近くに立っていた。シュマルカルデン戦争の最中、1547年には再びスペイン軍によって街の一部が破壊された。約100年後の1636年にはアイゼンハルト城塞のもと、三十年戦争の混乱が街を襲い、スウェーデンの傭兵によって街はほぼ完全に破壊された。1665年6月6日、ヘートヴィヒ・レーゼマン (Hedwig Rösemann) に魔女の廉で火刑を宣告、これを執行した。1702年、ベルツィヒは完全な都市権を得た。解放戦争の最中の1813年、ベルツィヒ近郊でハーゲルベルクの戦いが行われた。ウィーン会議の決定により、これまでザクセン王国領であったベルツィヒは1815年にプロイセン王国に与えられた。1818年にベルツィヒはツァウフ＝ベルツィヒ郡の郡庁所在地となった。肺結核療養所（現在はリハビリテーション病院）は1900年に完成した。1909年7月にベルツィヒに電気が通じた。 1914年には城塞の下部、イェーガーのヒンターミューレ (Jaegers Hintermühle)（キルヒホーフ通り (Kirchhofstraße)）までのザントベルク村 (Sandberg) が編入された。1934年、レーダーホーフ弾薬工場 (Munitionsfabrik Roederhof) が設立された。戦争が始まるとリューブニッツ通り (Lübnitzer Straße) の南に強制労働収容所ができ、主に東ヨーロッパ出身の1,500人の男女がいた。1943年には、ラーヴェンスブリュック強制収容所の付属収容所（収容者：女性750人）が生産力増強のため新規設立された。病気になった者はラーヴェンスブリュック強制収容所に送り返され、殺害された。1939年から1945年までドイツ最大の無線局があり、無線通信の中継にあたっていた。第二次世界大戦後の1952年からベルツィヒは新設ポツダム県のベルツィヒ郡の郡庁所在都市であった。1959年にヴァイツグルントがベルツィヒの一地区となった。1972年には市役所が失火により焼失した。

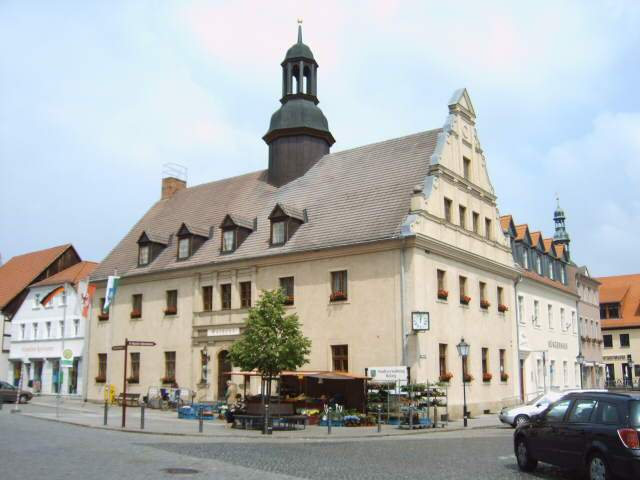
市役所

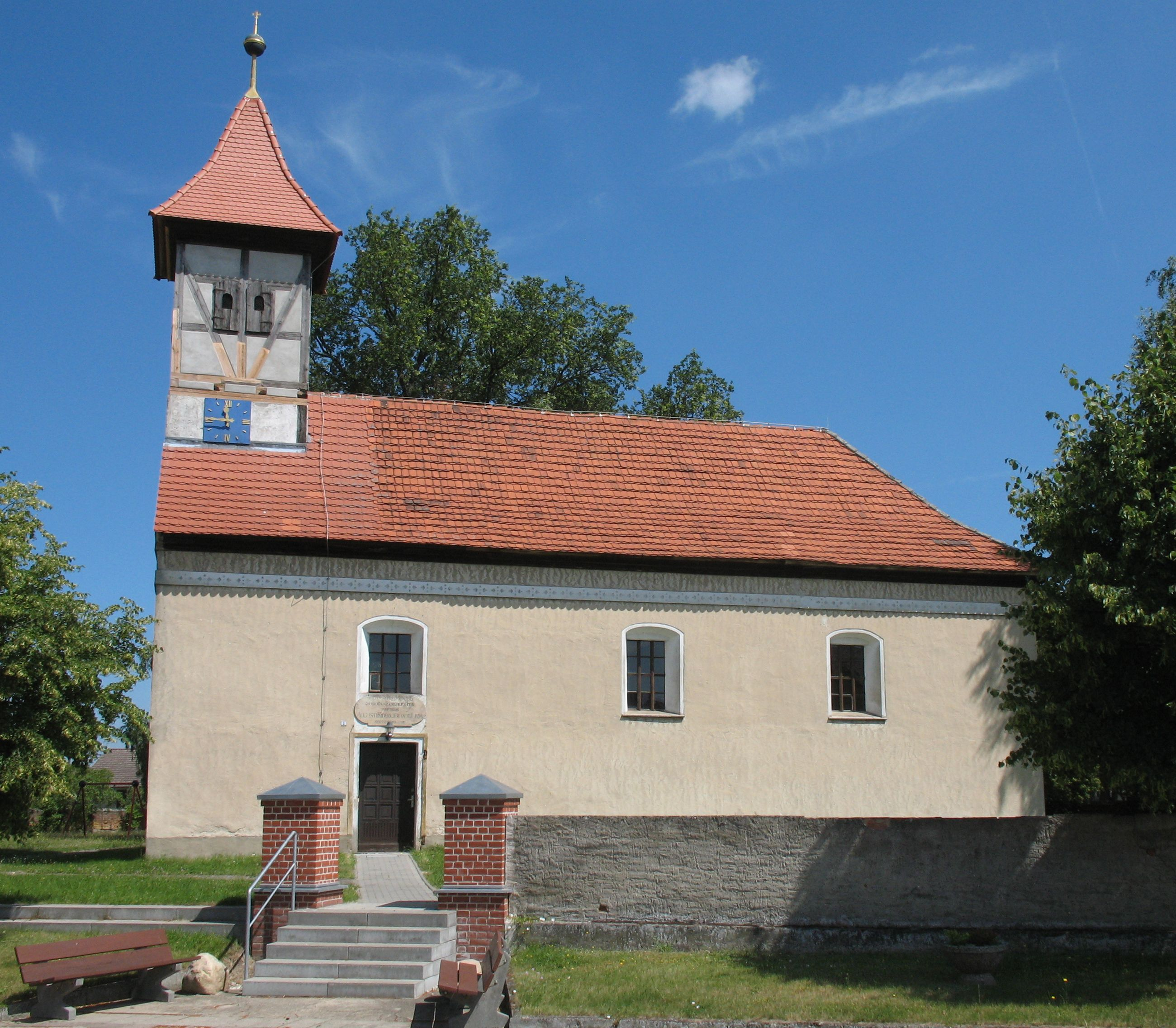
グロース・ブリーゼンの教会

ブランデンブルク州でアムト（市町村連合）を設立する中、まず以下の14の自治体（ベルクホルツ、ボルネ、ディップマンスドルフ、フレーダースドルフ、グロー ス・ブリーゼン、ハーゲルベルク、クーロヴィッツ、リューブニッツ、リュッセ、リュッテ、ネシュホルツ、ラゲーゼン、シュヴァーネベック、 都市ベルツィヒ）が連携して、当時のベルツィヒ郡から行政共同体としてのアムト・ベルツィヒとなった。ブランデンブルク州の内務大臣は、1992年6月24日にアムト・ベルツィヒの成立を承認した。アムトの成立は1992年6月30日と決定された。アムトの中心地は、都市バート・ベルツィヒ（当時はベルツィヒ）にあった。1992年10月20日に、自治体であるヴェルビヒもまたアムト・ベルツィヒに加わった。 1993年に3つの郡が合併し、ポツダム＝ミッテルマルク郡が成立し、ベルツィヒが郡庁所在都市となった。2002年12月31日には大合併が行われ、自治体であるベルクホルツ、ボルネ、ディップマンスドルフ、フレーダースドルフ、グロース・ブリーゼン、クーロヴィッツ、リューブニッツ、リュッセ、リュッテ、ネシュホルツ、ラゲーゼン、ヴェルビヒが、都市ベルツィヒに編入された 。2003年10月23日には、自治体であるハーゲルベルク、シュヴァーネベックが法律によってベルツィヒに編入され、アムト・ベルツィヒは廃止された。自治体であるハーゲルベルクは、ブランデンブルク州の憲法裁判所に自治体憲法異議を申し立てたが、一部は棄却され、その他の点は差し戻された。ベルツィヒはアムトに属さない都市である。かつてアムトに属した自治体は、今日では都市ベルツィヒ内の地区となっている。
1995年からベルツィヒは国家認証を受けたルフトクーアオルト（空気のきれいな保養地）であり、2002年に開業し、市の子会社が運営するシュタインテルメ（SteinTherme, 2009年改装）とともに、塩化物泉温泉地 (Thermalbad) となった。2005年5月18日にはホーフガルテン映画館 (Hofgarten-Kino) が開業、また2005年9月12日にはバイパスが開通した。2009年12月5日からベルツィヒは国から温泉保養地 (Heilbad) と認められた。2010年3月1日からベルツィヒは都市名にバート（Bad＝温泉）を冠している。

### 人口動態
| 年   | 人口  |
| ---- | ----- |
| 1875 | 3 783 |
| 1890 | 3 674 |
| 1910 | 3 998 |
| 1925 | 4 268 |
| 1933 | 4 512 |
| 1939 | 5 664 |
| 1946 | 7 597 |
| 1950 | 7 694 |
| 1964 | 7 166 |
| 1971 | 7 089 |

| 年   | 人口  |
| ---- | ----- |
| 1981 | 7 473 |
| 1985 | 7 521 |
| 1989 | 7 839 |
| 1990 | 7 848 |
| 1991 | 7 760 |
| 1992 | 7 641 |
| 1993 | 7 796 |
| 1994 | 7 671 |
| 1995 | 7 769 |
| 1996 | 7 666 |

| 年   | 人口   |
| ---- | ------ |
| 1997 | 7 785  |
| 1998 | 7 899  |
| 1999 | 7 847  |
| 2000 | 7 914  |
| 2001 | 7 985  |
| 2002 | 11 407 |
| 2003 | 11 960 |
| 2004 | 11 833 |
| 2005 | 11 772 |
| 2006 | 11 675 |

| 年   | 人口   |
| ---- | ------ |
| 2007 | 11 450 |
| 2008 | 11 308 |
| 2009 | 11 225 |
| 2010 | 11 248 |
| 2011 | 11 161 |
| 2012 | 11 119 |
| 2013 | 11 056 |
| 2014 | 10 916 |
| 2015 | 11 120 |

人口は記載年のもので、2011年からは2011年欧州連合国勢調査に基づく。

## 政治

### 市議会

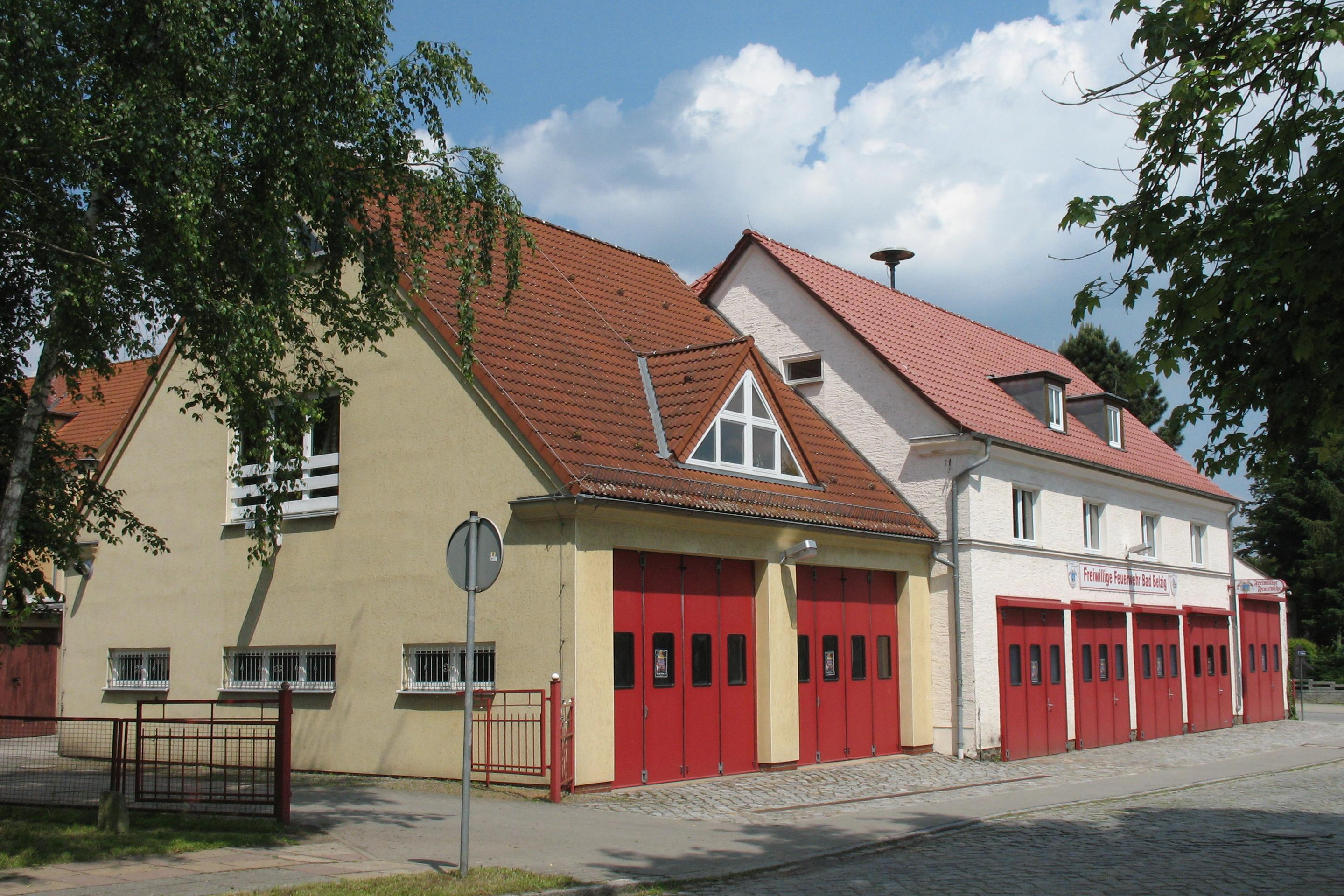
バート・ベルツィヒ消防団

バート・ベルツィヒ市議会は、常勤の市長と市議会議員（22議席）で構成されている。議席は以下の通り。
- SPD：6議席
- CDU：3議席
- 左翼党：3議席
- Wir vom Dorf：3議席
- 無党派連合（ドイツ語版）：2議席
- 緑の党：2議席
- FDP：1議席
- ベルツィヒ営業組合 (Gewerbeverein Belzig)：1議席
- NPD

（2014年5月24日地方選挙結果）

### 1990年以降の市長
- 1990-2008：ペーター・キープ (Peter Kiep, SPD)
- 2009-：ハンネローレ・クラブンデ (Hannelore Klabunde-Quast, 無所属)

現市長は2008年9月28日、1回目の投票で57.5％の得票で選出された。初の女性市長であるが、前市長ペーター・キープが重病のためすでに2006年から市長代理を務めていた。なお前市長は闘病の末、2013年10月3日に逝去した。

### 紋章
紋章は1992年11月4日に承認された。
紋章記述：「青地に立つ銀色の丸塔には、その間に黒い十字架が見える2つの鋸壁、金色の頂部をもつ緑色のドーム、右下には入口がある。その右側には斜めの盾があり、9条の黒と金で縞模様で、緑色の斜め飾り帯がついている」。

### 姉妹都市
バート・ベルツィヒはニーダーザクセン州オスターホルツ郡リッターフーデと姉妹都市協定を結んでいる。

## 文化・観光

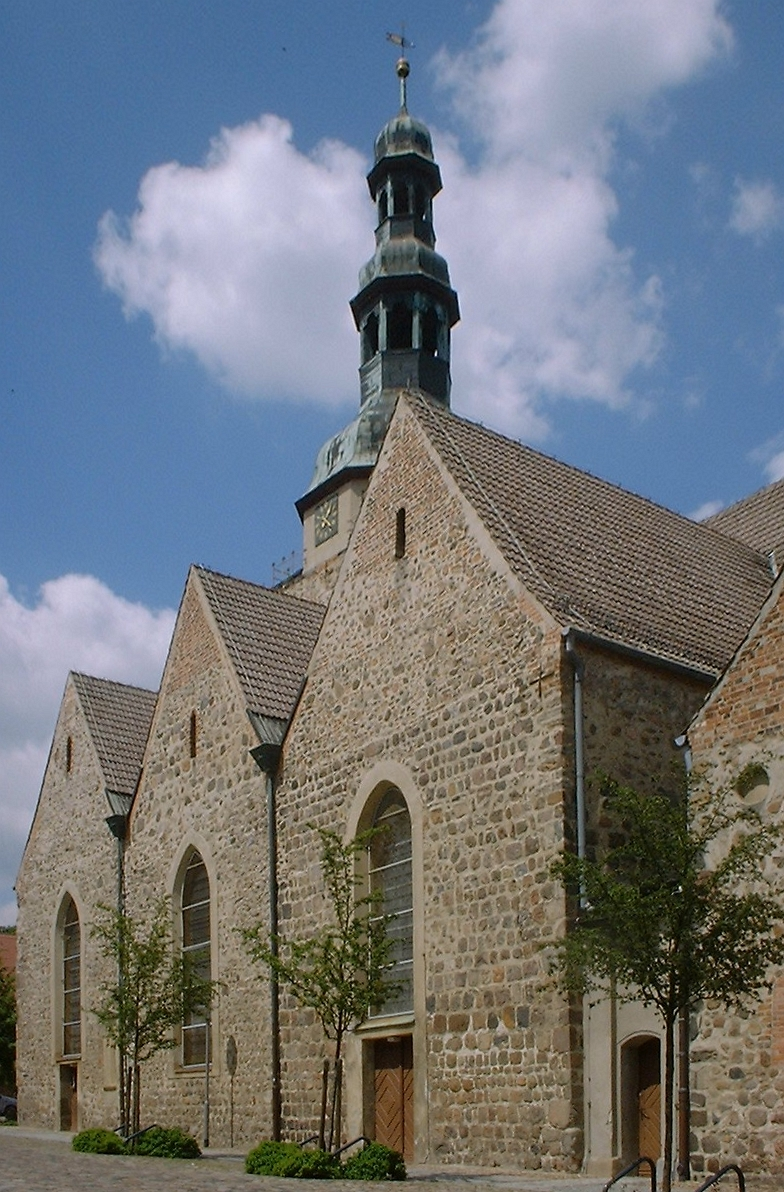

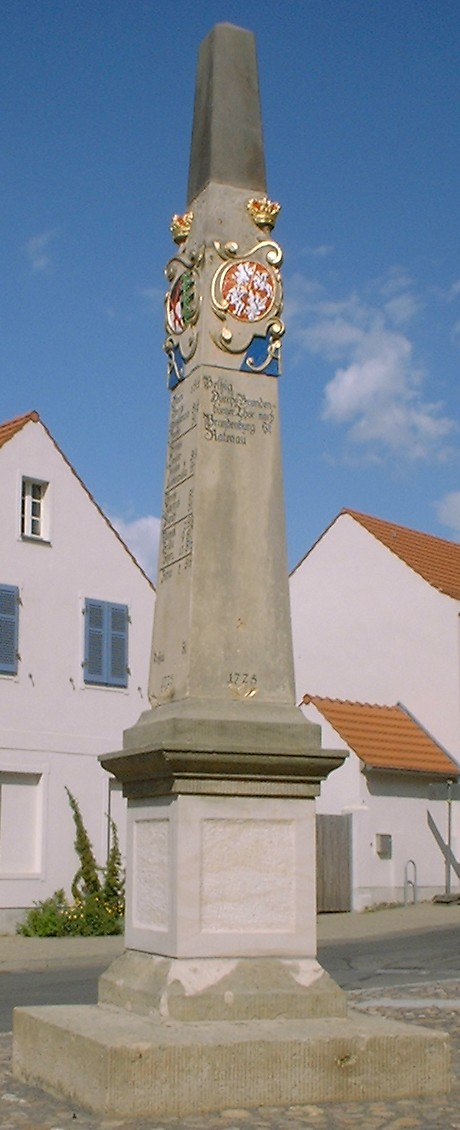

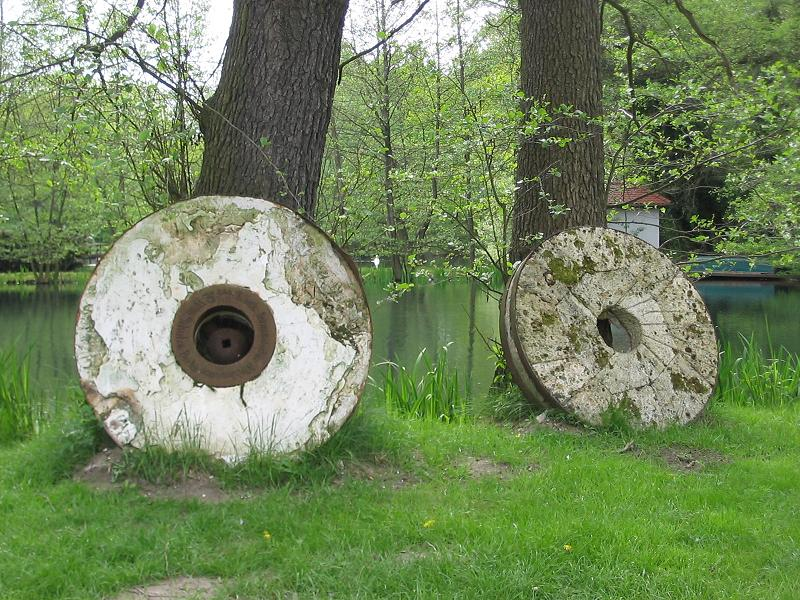
シュプリングバッハミューレ

バート・ベルツィヒの建築記念物一覧とバート・ベルツィヒの遺跡記念物一覧には、ブランデンブルク州記念物目録に登録の文化記念物を記載している。

### 建築物・名所
- アイゼンハルト城塞（ドイツ語版）博物館（そびえ立つブッター塔 (Butterturm) はアイゼンハルト城塞の直後に建設。入場可。展望台）及び博物館。
- 歴史的中心部
  - マリア教会 (Marienkirche)：ロマネスク様式の十字型単廊式教会堂。13席後半に建設。南側には後期ゴシック様式の増築部分と3階建て聖具室がある。西側入り口のキーストーンには、ルターが1530年1月14日に説教した旨記されている。マリア教会にはブランデンブルク・オルガン博物館が併設されている[16]。
  - 市庁舎：16世紀に建設。1636年に焼失、1671年に簡易再建。1912年にルネサンス様式の堂々たる破風を付加。1972年に焼失し、1988年から1991年にかけ歴史的様式に準拠し再建。
  - ライシガー邸：1728年、教会広場に学校校舎として建設。教師と聖歌隊のための住居併設。宮廷音楽監督カール・ゴットリープ・ライシガーの生家。
  - 教会地区長（ドイツ語版）館：1678年、教会広場にあった中世の地下室の上に建設。
  - ザクセン選帝侯国時代の里程標（ドイツ語版）（旧ザントベルク（ドイツ語版）地区、バーンホーフ通り (Bahnhofsstraße) 16番地、実物は城塞博物館に収蔵。）
- ホーフガルテン・ベルツィヒ（Hofgarten-Belzig[12], 映画館、催事会場）
- シュタインテルメ (Steintherme[11])
- ローガー・レーヴィヒ（ドイツ語版）邸（博物館・記念館）
- 歴史あるゲルトラウト墓地（Gertraudenfriedhof, ゲルトラウト礼拝堂（ドイツ語版）併設）。古い診療所礼拝堂のひとつ。内部に歴史のあるフレスコ画。
- ベルツィヒ悪魔石（Belziger Teufelsstein,「悪魔の手形 (des Teufels Handabdruck)」付き）。ゲルトラウト墓地前のキルヒホーフ通り (Kirchhofstraße) 近く。
- ブリツィウス礼拝堂（ドイツ語版）：ザントベルク・ブルクマンネンジードルング（1914年に編入）の教会。アイゼンハルト城塞の外郭部に位置する。12世紀に建設、17世紀に修復し、合唱席と鐘塔を増設。
- ハーゲルベルクのグリーン農園邸宅（ドイツ語版）
- ボルネのボック風車（ドイツ語版）
- 1813年のハーゲルベルクの戦い（ドイツ語版）記念碑
- 保護文化財指定建築物。例：フレーミング＝ギムナジウム・ベルツィヒ（ドイツ語版）
- 高地フレーミング美術散策路（ドイツ語版）（2007年夏に開設）
- 周氷河地形の枯れ谷であるルンメル（ドイツ語版）、「シュタイレ・キーテン (Steile Kieten)」。駅からそう遠くない。

### 水車製粉所
ベルツィヒの水車製粉所 (Mühle) は長い伝統を映し出している。 ベルツィヒ・ルンペン小川 (Belziger Lumpenbach) は、オーバーミューレ（クレーゼン）(Obermühle (Kleesen)) を通り、ベルツィヒ/フレーダースドルフ小川 (Belziger/Fredersdorfer Bach) に合流する。ベルツィヒ小川 (Belziger Bach) には水車製粉所が5つある。シュロスミューレ（ドルノ）(Schlossmühle (Dorno))、ミッテルミューレ（エンゲマン）(Mittelmühle (Engemann))、ミューレンヘルツヒェン (Mühlenhölzchen) 付近のヒンターミューレ（イェーガー）(Hintermühle (Jaeger))、ヴァルクミューレ (Walkmühle)、ノイエ・ラーツミューレ（フィンスターヴァルダー）(Neue Ratsmühle (Finsterwalder)) である。ヒンターミューレには今日、ベルツィヒ混合飼料工場がある。シュプリング (Springbach) の流れを利用し、かつて2つの製粉所が稼働していた。シュプリングバッハミューレ（ハンネマンス・ミューレ）(Springbachmühle (Hannemanns Mühle)) とエルシュレーガース・ミューレ (Oelschlägers Mühle) である。シュプリングバッハミューレは1998年に往時の姿に修復され、周囲の敷地や水車池も復元された。

### 公園
- クーアパルク（Kurpark, 保養地公園）

### 慰霊碑・記念碑
- 付属収容所（ドイツ語版）慰霊碑。1965年に追悼のため石碑を設置。1980年からはラーヴェンスブリュック強制収容所と当地の付属収容所の詳細情報を記した銘版を設置（詳細はバート・ベルツィヒ#歴史を参照）。
- ゲルトラウト墓地 (Gertraudenfriedhof) の慰霊碑（1965年）。落命した98人の女性強制労働者、その38人の子供たちを追悼（実際の人数はもっと多いと推測されている）。
- ゲルトラウト墓地の強制労働イタリア人犠牲者慰霊碑（1994年）
- 郵便局前の反ファシズム抵抗運動の闘士記念碑
- ヴァイツグルント通りにある小学校前のショル兄妹追悼碑
- ブルーノ・キューン（ドイツ語版）記念漂石。キューンは抵抗運動の廉で殺害された。総合学校の下にある緑地にある。

### 定例催事
- 旧市街祭りと城塞祭り週間：8月最終週
- 青少年文化週間（参加都市：バート・ベルツィヒ、ヴィーゼンブルク/マルク（ドイツ語版）、ブリュック（ドイツ語版）、ニーメック（ドイツ語版）、ツィエーザー（ドイツ語版））
- 東ドイツ時代から続くロックグループ「カイムツァイト（ドイツ語版）」のコンサート、会場はアイゼンハルト城塞：7月
- ブルゲンラウフ（Burgenlauf, 城塞マラソン）：1977年から毎年9月中旬開催[18]。
- クラインクンストヴェルク（Kleinkunstwerk, 小芸術工房）・バート・ベルツィヒによる月例催事：4月から11月[19]。

## 経済と社会資本

### 経済
ポツダム・ミッテルマルク郡庁はニーメラー通り (Niemöllerstraße) に旧郡庁舎が、パーペンドルフ道 (Papendorfer Weg) に分館がある。古くは町百姓の町だったこの都市で最大の働き口となっている。すでにツァウフ＝ベルツィヒ郡（1818年-1952年）とベルツィヒ郡（1952年-1993年）の頃から行政機関は、田園としての性格が強い周辺地域にとって重要であった。
その他には手工業や中小企業が挙げられる。小売業はいくつかの例外を除いてバート・ベルツィヒ市街に集積している。スーパーマーケット、ディスカウントストア、ホームセンターがあるが、どちらかと言えばロードサイド店舗が多い。小規模な小売店は、昔と変わらず歴史的旧市街に多くある。いくつかの地区ではまだ小規模な食料品店、パン屋、肉屋がある。その他の重要な働き口としては、郡立バート・ベルツィヒ病院 (Kreiskrankenhaus Bad Belzig) がある。
ゼードッヘ・ビジネスパーク (Gewerbepark Seedoche) は連邦道路246号線沿い、ブリュック方面出口にあり、面積は約17ヘクタールでバート・ベルツィヒで唯一のビジネスパークである。しかし入居は依然として約7ヘクタールとどまり、満足のいくものではない。1993年に設立したフレーミング技術・起業センター (Technologie- und Gründerzentrum, TGZ) は、ベンチャー企業、雇用、経済の促進の見地から、地域への刺激策となること、またはこれを維持することが期待されている。

### 観光

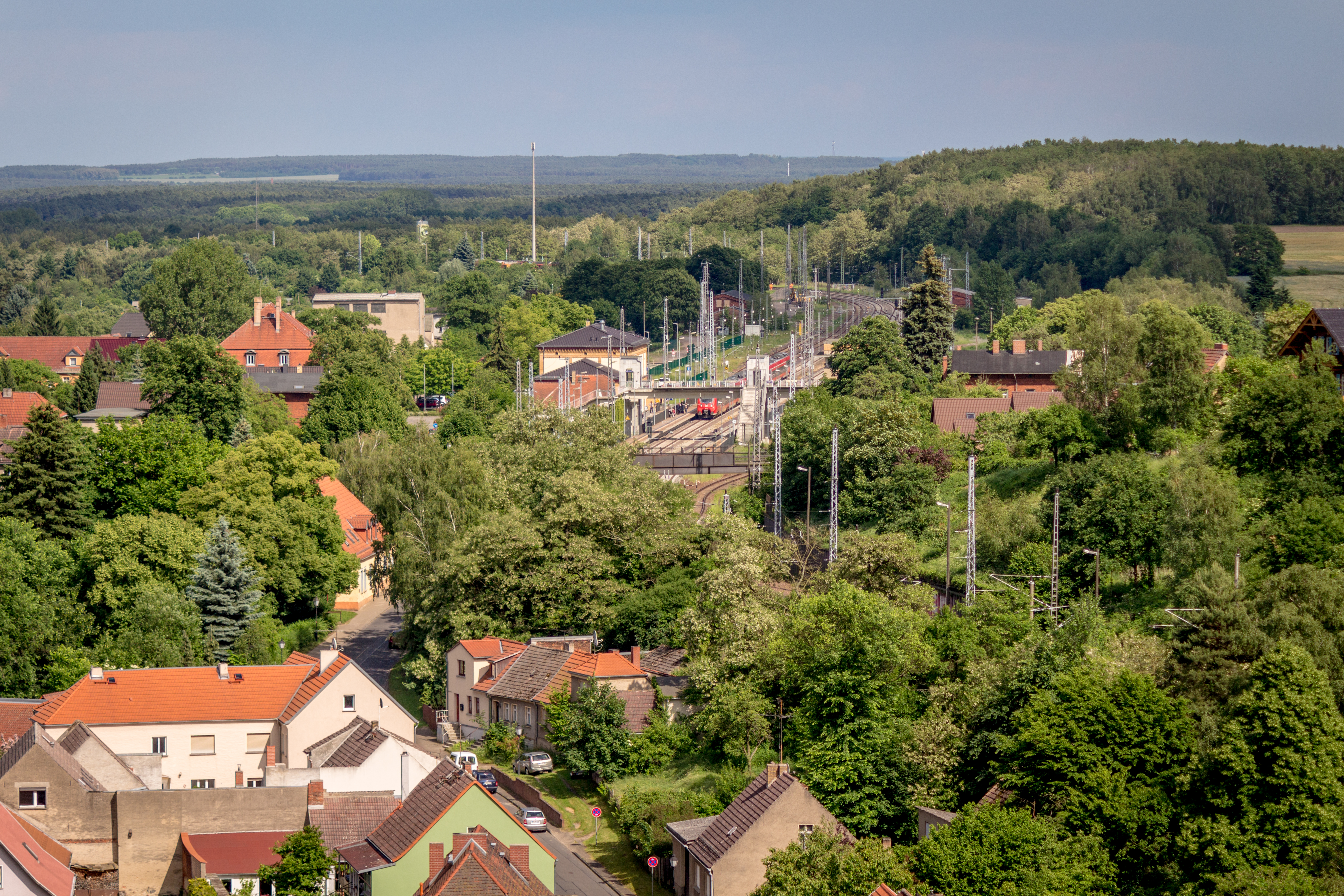
駅の向こうにを臨む

「バート・ベルツィヒ」という名称は、1990年から推進してきた都市発展政策の結果である。こうして観光、飲食業、ホテル産業の発展は、都市とその周辺地域の経済の中でますます大きな役割を果たしている。アイゼンハルト城塞、城塞の郷土博物館、シュタインテルメ、クーアパルク、レジャーセンター（夏はプール、 冬はスケートリンク併設）、リハビリテーション病院は、主要インフラとなっている。市の子会社、クーア・ウント・フライツァイト（「保養・余暇」）有限会社が、シュタインテルメを運営している。マルクト広場の観光案内所は2013年から再び市が運営している（以前はクーア・ウント・フライツァイト有限会社）。2012年にフレーミングは、バート・ベルツィヒとともにドイツ・ハイキングの日の中心会場となった。

### 交通

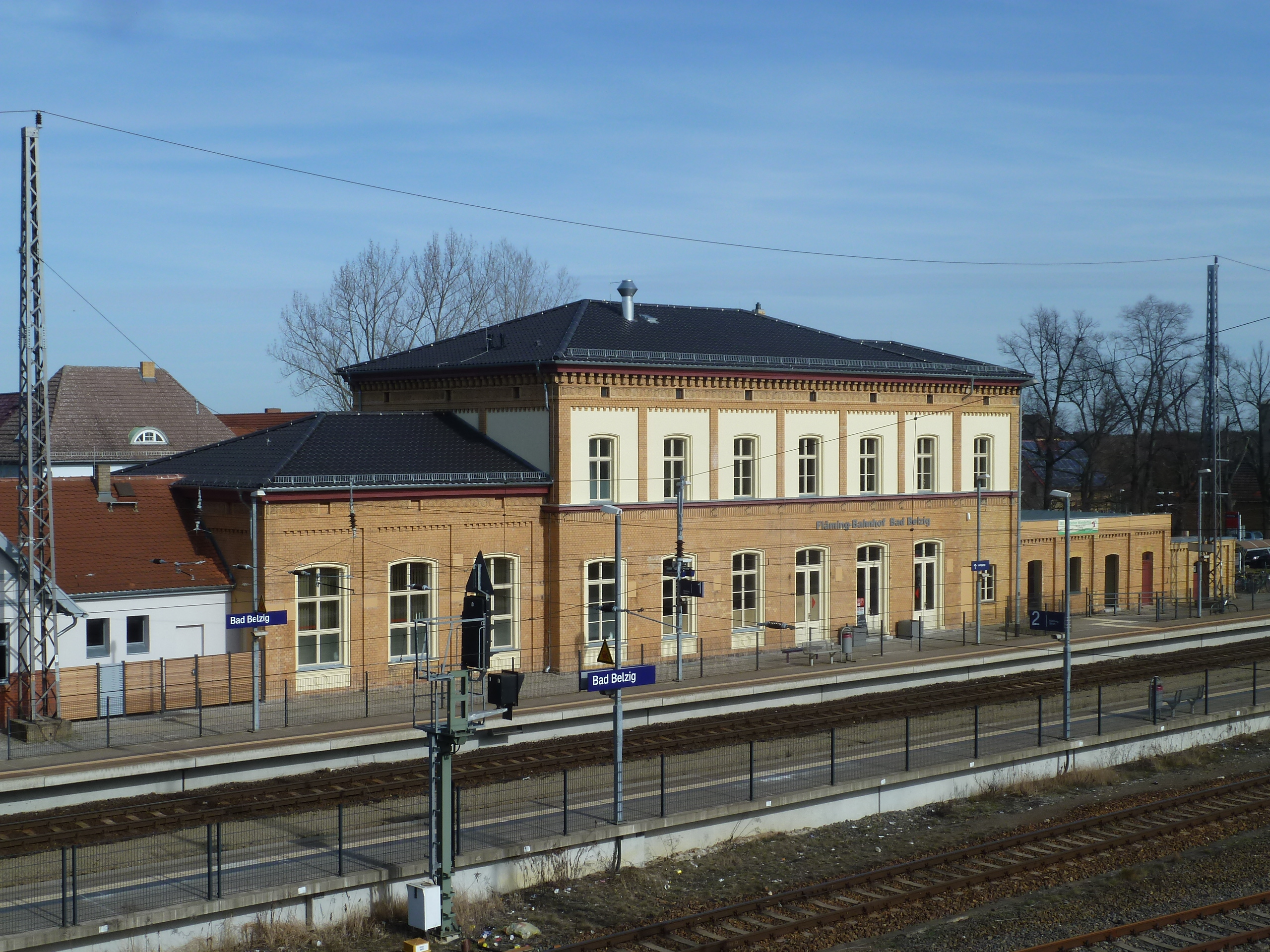
バート・ベルツィヒ駅

バート・ベルツィヒは連邦道路102号線（ブランデンブルク・アン・デア・ハーフェル－ルッカウ）、連邦道路246号線（マクデブルク－アイゼンヒュッテンシュタット）沿いにある。連邦道路102号線は、バイパス道路のように街を迂回している。高速道路へは、9キロ南西にあるニーメックが最寄りであり、連邦自動車道9号線に接続している。
バート・ベルツィヒには駅が1つあり、路線はベルリン-ブランケンハイム線である。毎時1本レギオナルエクスプレス（広域快速列車）であるRE 7 (Airport-Express＝空港快速)が走る。始発はデッサウで、ベルリン市街線およびベルリン＝シェーネフェルト空港を経由し、ヴュンスドルフ＝ヴァルトシュタットに至る。2003年まではブランデンブルク都市線の終点であった。路線はノイシュタット (ドッセ) からラーテノウとブランデンブルク・アン・デア・ハーフェルを経由するものだった。乗り場は駅南側にあり、専用の駅舎があった。1962年まで旅客列車は（方向転換の後）さらにトロイエンブリーツェンまで走っていた。
バート・ベルツィヒは、今もポツダム＝ミッテルマルク郡南西部でのバス路線の中心的ターミナルの一つである。バスターミナルが1か所あり、高地フレーミングの小さな町々を結んでいる。毎日、ブランデンブルク・アン・デア・ハーフェル行き、ポツダム行きのバスが出ている。
バート・ベルツィヒには、ヨーロッパ長距離ハイキング道E11（オランダ－ポーランド・マズリア地方）が通り、この他にもドイツ並木街道やヨーロッパ自転車道R1（フランス・カレー－ロシア・サンクト・ペテルブルク）がある。
またリュッセ地区南部にはリュッセ・グライダー滑空場があり、またメルツ (Mörz) 東部（自治体であるプラーネタールの一部）には、小規模なスポーツ飛行場がある。

### 新聞
『メルキッシェ・アルゲマイネ・ツァイトゥング（マルク地方一般新聞）』はポツダムに本社があるが、バート・ベルツィヒにはポツダム＝ミッテルマルク郡南西部の地方版『フレーミングのこだま (Fläming-Echo)』の編集部がある。

### 放送
ヴァイツグルントにドイツテレコムの送信塔がある。

### 教育
- 「ショル兄妹」小学校
- ディップマンスドルフ小学校（少人数校）

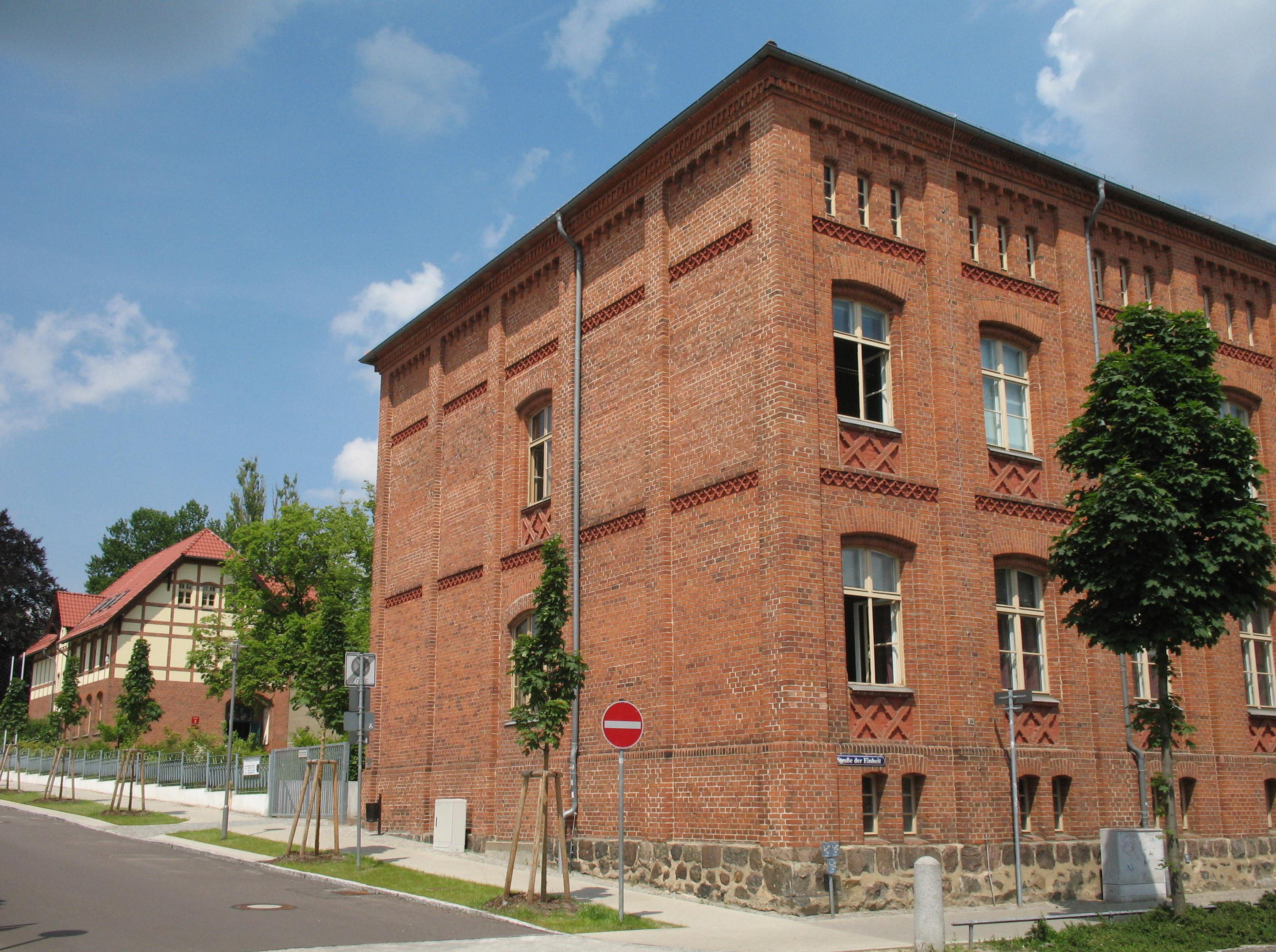
フレーミング・ギムナジウム

- ベルツィヒ・クラウゼ＝チェチョク（ドイツ語版）＝上級学校（ドイツ語版）
- フレーミング＝ギムナジウム
- アム・グリューネン・グルント (Am grünen Grund) 特別支援学校（ドイツ語版）：知的障害、身体障害児童教育

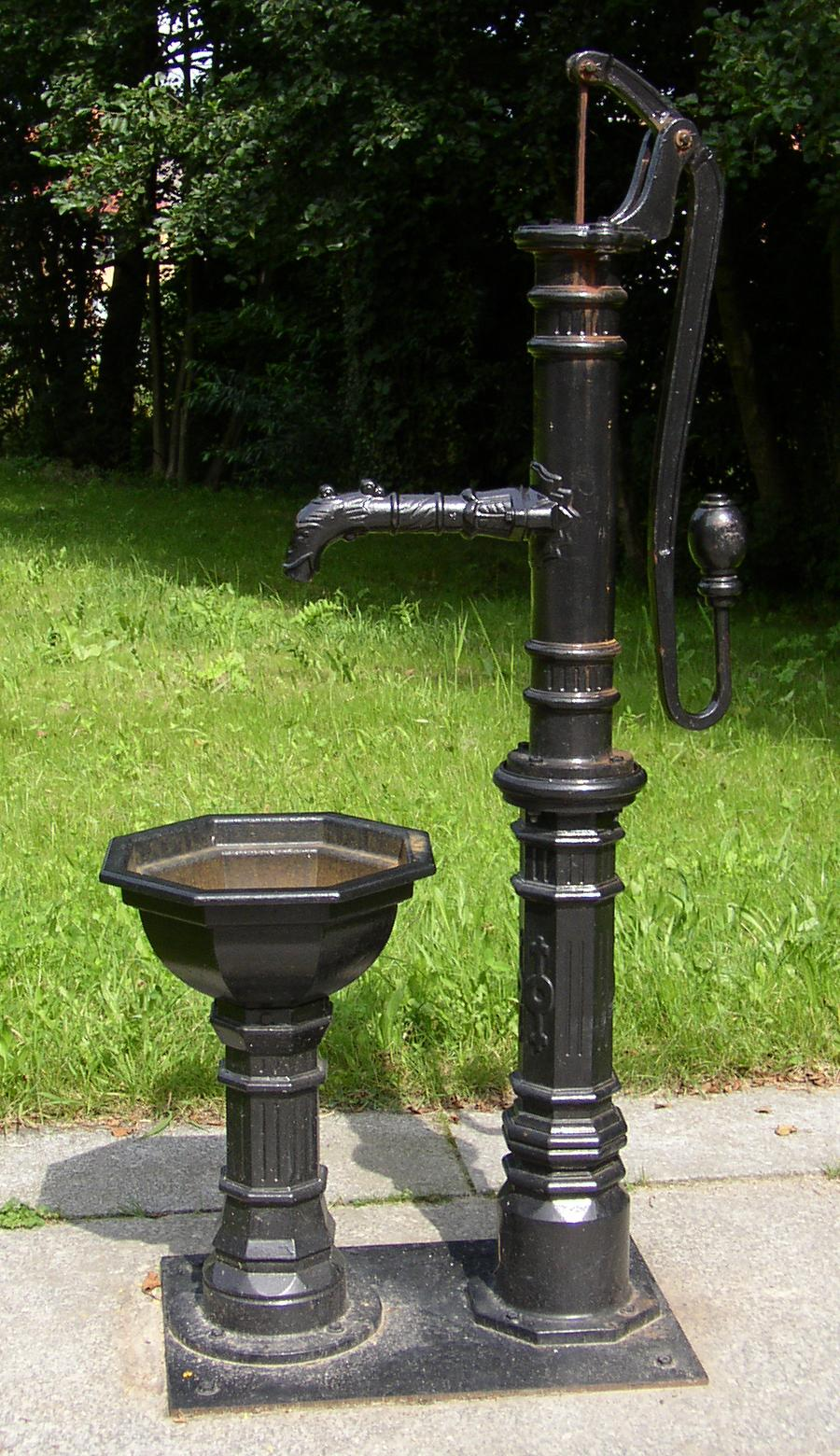
手押し井戸ポンプ（シュロス通り）

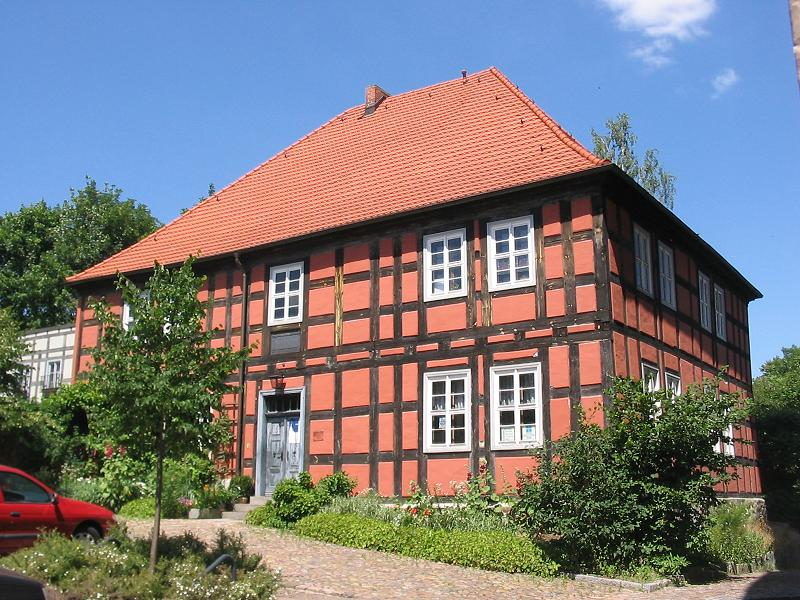
カール・ゴットリープ・ライシガー生誕の家

- 音楽学校
- 郡立市民大学
- フレーミング・フリースクール

### 市内の公共機関
- 文化・青少年・メディアセンター「POGOベルツィヒ」
- アイゼンハルト城塞博物館
- バート・ベルツィヒ市立図書館
- 「カール・リープクネヒト」体育館
- プーシキン体育館
- アルベルト＝バウアー (Albert-Baur) 多目的会館
- ハインリヒ・ラウ（ドイツ語版）・スタジアム
- バート・ベルツィヒ・スケートリンク
- バート・ベルツィヒ屋外プール
- シュタインテルメ・バート・ベルツィヒ

## 人物

### 名誉市民
- アルトゥール・クラウゼ (Arthur Krause)、教師（1965年5月4日）
- エーリヒ・チェチョク（ドイツ語版）、カトリック司祭（1965年5月4日）
- ヴェーラ・コルドヴァー (Věra Koldová)、チェコ人女性、ベルツィヒ付属収容所での抵抗運動の闘士（1985年1月23日）
- ヘルガ・クレーニング (Helga Kroening)、ベルツィヒ郡病院院長、外科医長（1990年10月3日）
- ゲルハルト・ドルブリッツ (Gerhard Dorbritz)、ベルツィヒ市会議員、市長（2006年1月18日）
- テア・ラーベス（ドイツ語版）、ベルツィヒ・マリア教会の女性聖歌隊長（2006年4月28日）

### 出身者
- アウグスト・ゴットロープ・エーバーハルト（ドイツ語版）（1769年-1845年）詩人、作家
- ヨハン・フリードリヒ・アウグスト・クラー（ドイツ語版）（1768年-1844年）エッチング作家、銅板彫刻家
- カール・ゴットリープ・ライシガー（1798年-1859年）作曲家、ドレスデンの宮廷楽長
- フルードリヒ・アウグスト・ライシガー（ドイツ語版）（1809年-1883年）作曲家、オルガニスト、楽長、声楽教師、指揮者。ノルウェーで活躍
- マクシミリアン・マイヒスナー（ドイツ語版）（1875年-1954年）神学者、ヴィッテンベルクの教会地区長（ドイツ語版）
- ゲオルク・ヘルムート・ノイエンドルフ（ドイツ語版）（1882年-1949年）改革教育学者
- ヨアヒム・ヘルマン（ドイツ語版）（1932年-2010年）先史学者、リューブニッツ生まれ
- ユルゲン・ブッシェ（ドイツ語版）（*1944年）ジャーナリスト
- フォルカー・ライヒェ（ドイツ語版）（*1944年）漫画家
- ギュンター・バースケ（ドイツ語版）（*1957年）ブランデンブルク州労働・社会・女性・家族大臣
- ノルベルト・ライゼガング（ドイツ語版）（*1960年）音楽家
- ベルント・メッツケ（ドイツ語版）（*1966年）ハンドボール選手
- フェリックス・ホルツナー（ドイツ語版）（*1985年）サッカー選手
- ファビアン・ヴィーデ（ドイツ語版）（*1994年）ハンドボール選手

### ゆかりの人物
- ザムエル・ゼルフィッシュ（ドイツ語版）（1529年-1615年）ヴィッテンベルク出身の出版人
- トラウゴット・アウグスト・ザイファルト（ドイツ語版）（1762年-1831年）、教会地区長（ドイツ語版）（1812年-1822年）
- コンラート・カイルハック（ドイツ語版）（1858年-1944年）地質学者
- アントーニエ・シュテムラー（ドイツ語版）（1892年-1976年）反ナチ抵抗運動の闘士
- カール＝ハインツ・パーリング（ドイツ語版）（1927年-1999年）1953年6月17日の民衆蜂起に際し、ニーメックとベルツィヒでストライキを指揮
- ローガー・レーヴィヒ（ドイツ語版）（1930年-1997年）画家、デザイナー
- フランク＝ミハエル・ピーチュ（ドイツ語版）（*1942年）政治家、長きにわたりテューリンゲン州政府で大臣を務める（CDU）
- ディルク＝アレクサンダー・グラムス（ドイツ語版）（*1957年）画家